# Wired to the Moon
Wired to the Moon (прибл. рус. Связанный с Луной) — шестой студийный альбом Криса Ри, выпущенный в 1984 году лейблом Rhino, и переизданный в 1998-м лейблом EastWest.

## Список композиций
Слова и музыка всех песен — Криса Ри.
| №  | Название                                | Длительность |
| -- | --------------------------------------- | ------------ |
| 1. | «Bombollini»                            | 6:11         |
| 2. | «Touché d’Amour»                        | 3:31         |
| 3. | «Shine, Shine, Shine»                   | 4:05         |
| 4. | «Wired to the Moon»                     | 5:22         |
| 5. | «Reasons»                               | 3:48         |
| 6. | «I Don’t Know What It Is But I Love It» | 3:37         |
| 7. | «Ace of Hearts»                         | 4:29         |
| 8. | «Holding Out»                           | 4:29         |
| 9. | «Winning»                               | 6:29         |

### Синглы
1. «I Don’t Know What It Is» с бонус-треком «Mystery Man»
2. «Touché d’Amour»[3] с бонус-треком «Touché d’Amour»[5]
3. «Bombollini»[4] с бонус-треком «True Love»
4. «Ace of Hearts»[3] с бонус-треками «I Can Hear Your Heartbeat»[6], «True Love», «From Love to Love», «Smile»
5. «Wired to the Moon» с бонус-треком «True Love»

## В записи участвовали
| - Крис Ри — вокал, инструменты - Роберт Авай — гитара - Джерри Стивенсон — гитара - Кевин Паэулл — бас-гитара - Кевин Лич — клавишные - Макс Миддлтон — клавишные | - Дэйв Ричардс — синтезатор - Дэйв Мэттекс — барабаны - Эйдриан Ри — барабаны - Джефф Сеопарди — барабаны, ударные - Мартин Дитчэм — ударные - Джоу Мировски — арт-директор, дизайн |